# Melecjusz I Pigas
Melecjusz I Pigas, gr. Μελέτιος Πηγάς (ur. 1549 w Kandii, zm. 1601 w Aleksandrii) – locum tenens ekumenicznego Patriarchatu Konstantynopola w latach 1597–1598, papież-patriarcha Aleksandrii w latach 1590–1601. Święty prawosławny.

## Życiorys
Urodził się w Kandii na Krecie. Studiował filologię klasyczną, filozofię i medycynę w Padwie. Był przeciwnikiem Kościoła katolickiego. Był kanclerzem patriarchatu aleksandryjskiego za kadencji swojego poprzednika, Sylwestra. Prawosławny patriarcha Aleksandrii w latach 1590–1601. Musiał stawiać czoła przytłaczającym długom finansowym Kościoła wobec sułtana. Przeciwstawiał się także prozelityzmowi jezuitów wymierzonym w prawosławnych chrześcijan w Egipcie. Próbował doprowadzić do jedności Koptów Egiptu i Etiopii (Abisynii) z prawosławnymi. W 1593 r. brał udział w synodzie w Konstantynopolu, która potwierdziła ustanowienie patriarchatu moskiewskiego. Był locum tenens Patriarchatu Konstantynopolitańskiego w okresie od grudnia 1596 do lutego 1597 r. i od końca marca 1597 do marca lub kwietnia 1598 r. Był przeciwnikiem zawarcia unii brzeskiej w Rzeczypospolitej. Zmarł w Aleksandrii w dniu 12 września 1601, w wieku 52 lat. Jest czczony jako święty w Kościele prawosławnym. Jego wspomnienie jest w dniu 13 września.